# Kateryna Vachtchouk
Pour les articles homonymes, voir Vachtchouk.
Kateryna Tymophiïvna Vachtchouk (en ukrainien : Катерина Тимофіївна Ващук), née le 20 janvier 1947 dans le village de Verben, oblast de Rivne, est une personnalité politique et enseignante ukrainienne.

## Biographie
Elle fait des études à l'Université d'État Lessya-Oukraïnka puis à l'Université nationale de gestion de la nature de Lviv.

### Carrière politique
Elle  membre de la faction parlementaire du Parti des régions, élue député de la  IIIe, IVe, VIe et VIIe Rada (Ukraine). Elle fut la présidente du Parti agraire d'Ukraine de 1997 à 1999.